# Frankrijk op het Eurovisiesongfestival 1989
Frankrijk deed in 1989 voor de tweeëndertigste keer mee aan het Eurovisiesongfestival. In de Zwitserse stad Lausanne werd het land op 6 mei vertegenwoordigd door Nathalie Pâque met het lied "J'ai volé la vie". Ze eindigden met 60 punten op de 8ste plaats.

## Nationale voorselectie
Net zoals het voorbije jaar, koos men ervoor om een interne selectie te houden.
Men koos voor de zangeres Nathalie Pâque met het lied J'ai volé la vie.

## In Lausanne
In Zwitserland moest Frankrijk optreden als 15de, net na Finland en voor Spanje. Op het einde van de puntentelling werd duidelijk dat Frankrijk de 8ste plaats had gegrepen met 60 punten.

### Gekregen punten
Van Nederland en België ontving het respectievelijk 4 en 0 punten.

#### Finale
| 12 punten                                       | 10 punten   | 8 punten                                      | 7 punten    | 6 punten  |
| ----------------------------------------------- | ----------- | --------------------------------------------- | ----------- | --------- |
|                                                 |             | - Luxemburg                                   | - Cyprus    | - Ierland |
| 5 punten                                        | 4 punten    | 3 punten                                      | 2 punten    | 1 punt    |
| - Griekenland - Israël - Noorwegen - Oostenrijk | - Nederland | - Denemarken - Finland - Italië - Joegoslavië | - Duitsland | - Zweden  |

### Punten gegeven door Frankrijk

#### Finale
Punten gegeven in de finale:
| 12 punten | Verenigd Koninkrijk |
| 10 punten | Finland             |
| 8 punten  | Spanje              |
| 7 punten  | Nederland           |
| 6 punten  | Denemarken          |
| 5 punten  | Luxemburg           |
| 4 punten  | Noorwegen           |
| 3 punten  | Joegoslavië         |
| 2 punten  | Zweden              |
| 1 punt    | Griekenland         |